# Muziekcentrum Vredenburg
Het Muziekcentrum Vredenburg was van 1979 tot 2007 een muziektheater in de binnenstad van Utrecht. Het is in 2014 opgegaan in TivoliVredenburg in het kader van een fusie met Tivoli Oudegracht, waarbij een nieuw muziekcentrum is gebouwd met behoud van de grote zaal.

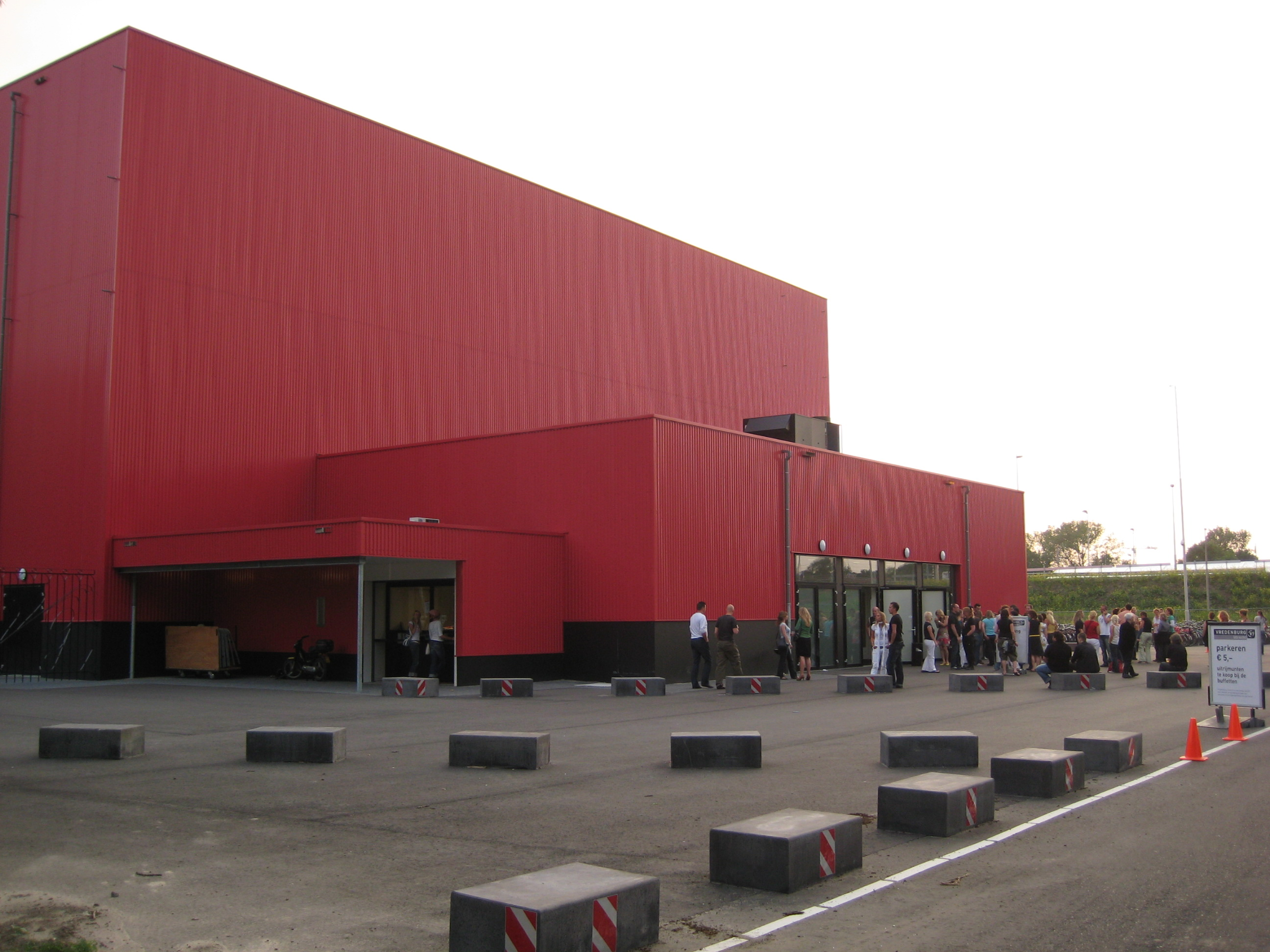
De Rode Doos, vervangende locatie in Leidsche Rijn (2008)

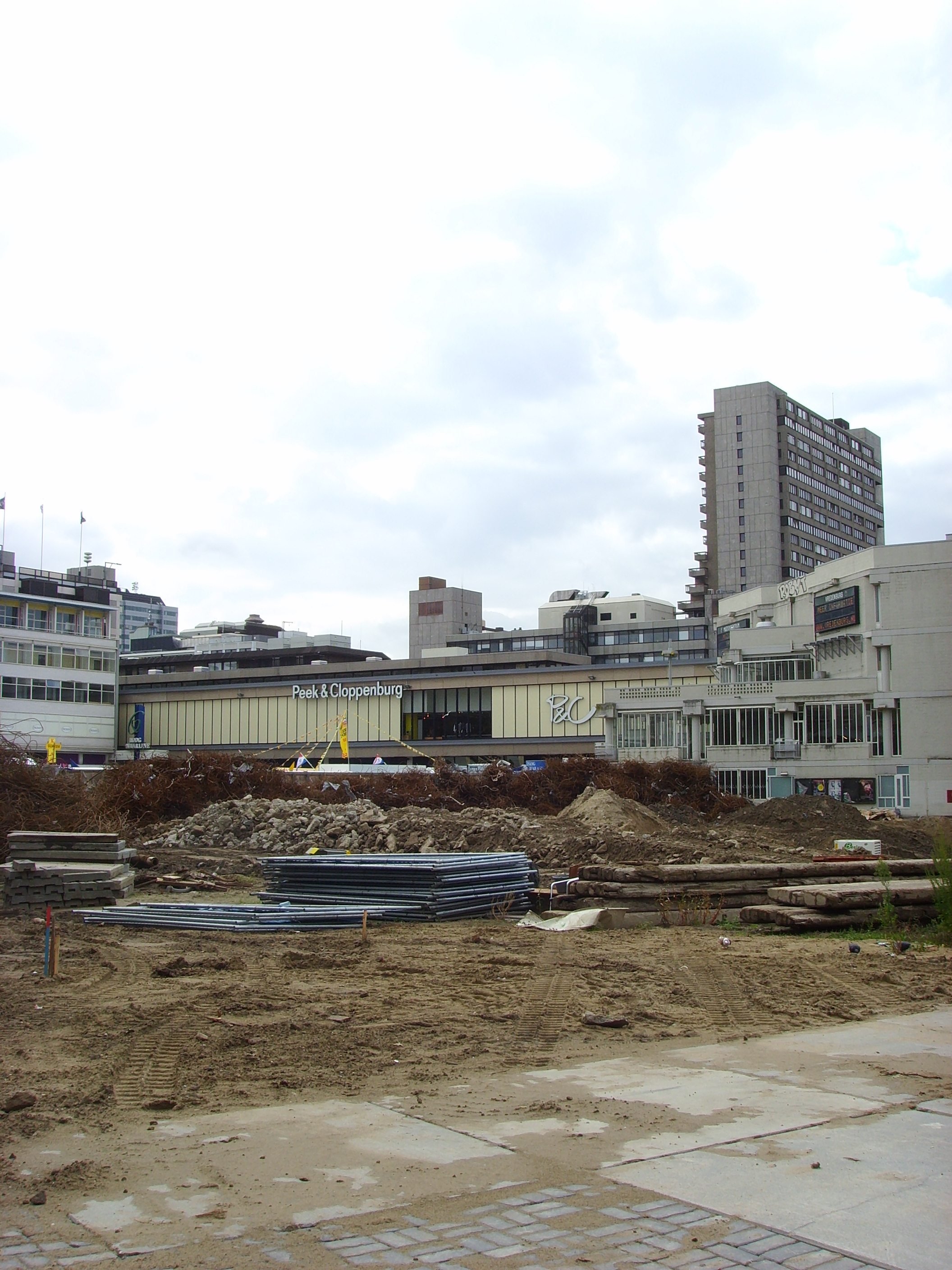
Het muziekcentrum tijdens de sloop (2008)

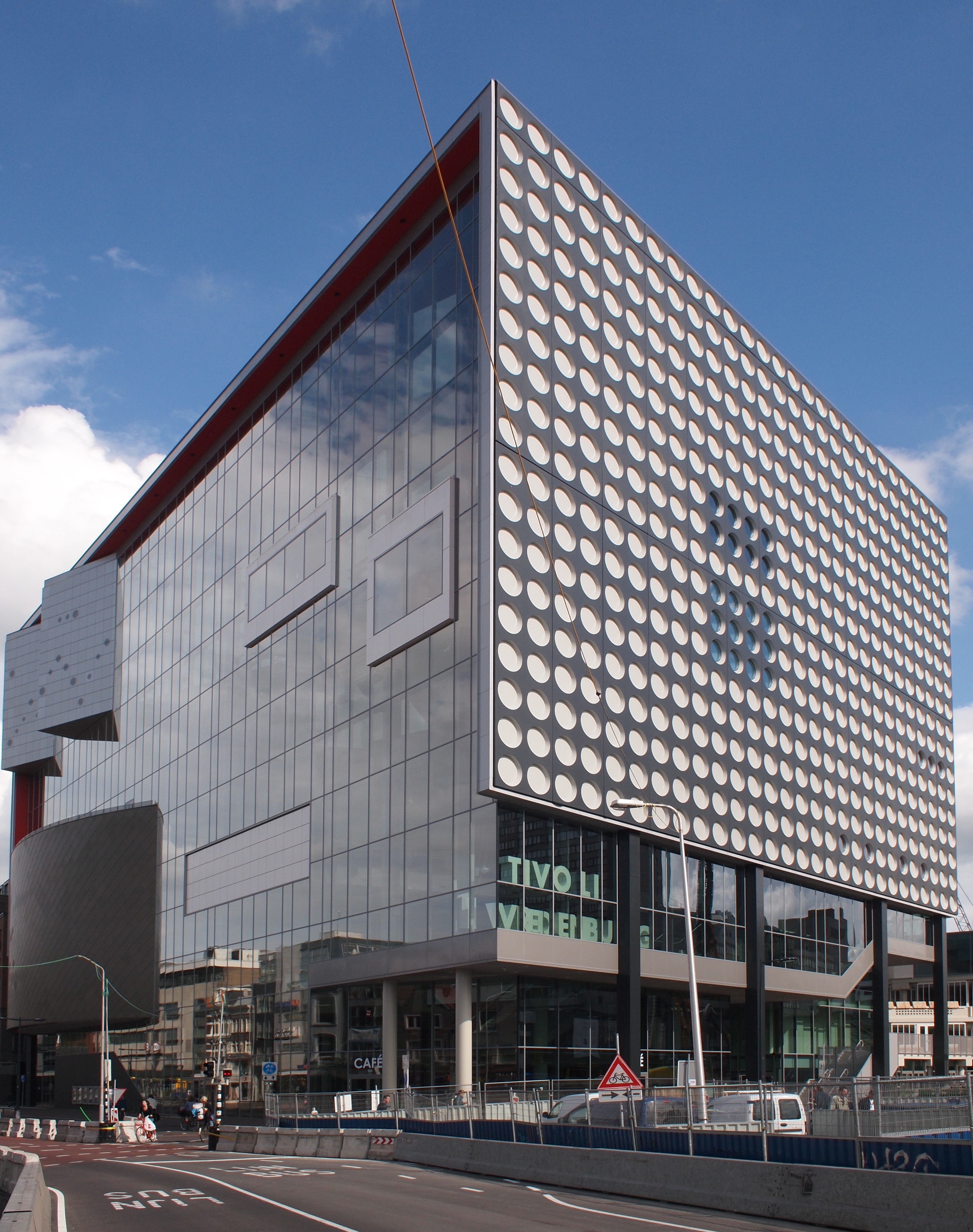
Het nieuwe TivoliVredenburg

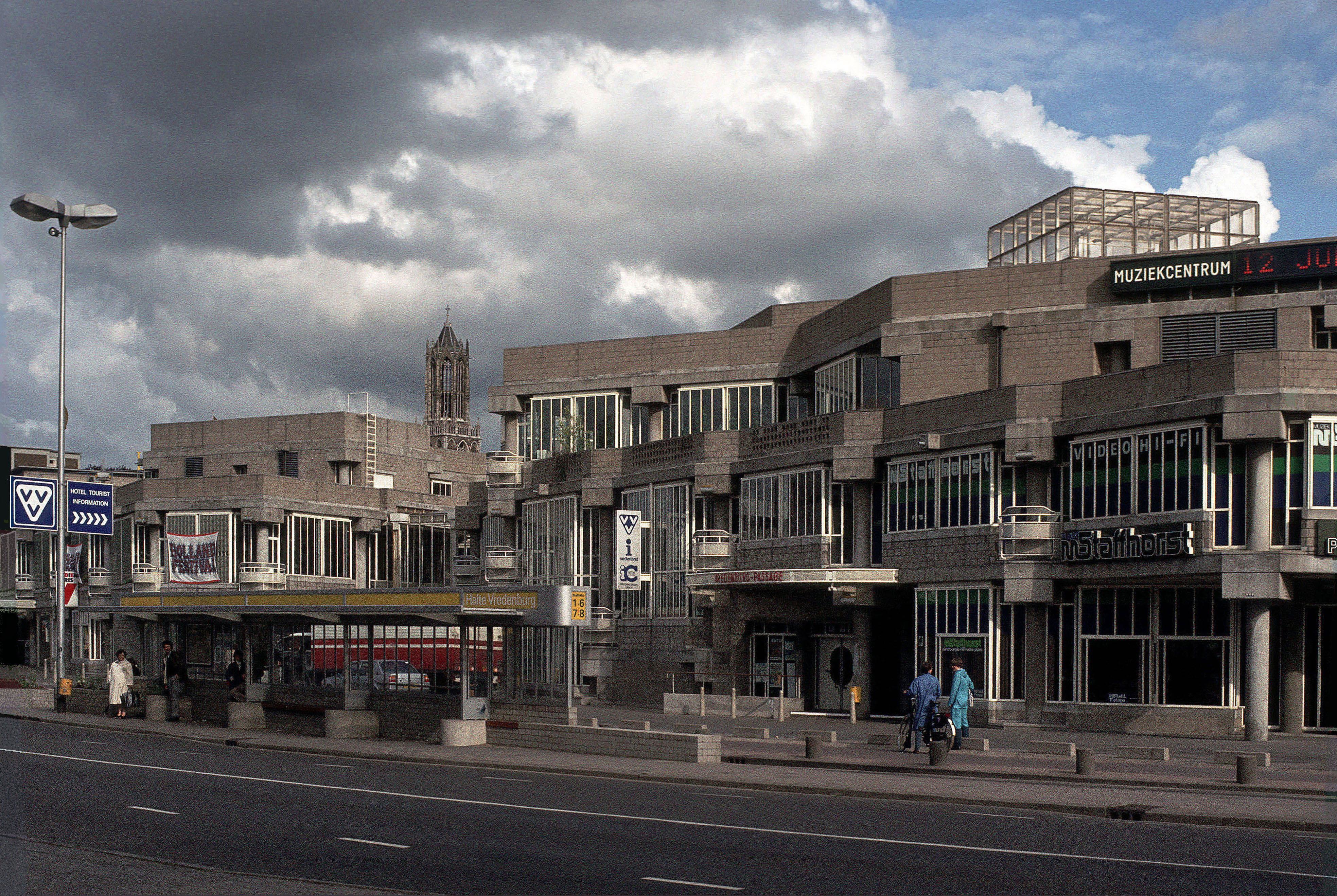
De abri's (bushokjes) in de nabijheid waren in een soortgelijke stijl gebouwd.

Het muziekcentrum werd vernoemd naar de 16e-eeuwse dwangburcht Vredenburg die hier stond. Het complex, een spraakmakend ontwerp van Herman Hertzberger, werd geopend op 26 januari 1979. Het is niet het eerste gebouw waar muziek klonk op het Vredenburg plein. Tussen 1796 en 1941 stonden hier al schouwburgen.
Het complex had oorspronkelijk twee zalen, de karakteristieke achthoekige Grote Zaal met 1700 zitplaatsen en de Kleine Zaal met 300 zitplaatsen.

## TivoliVredenburg
Tussen 2007 en 2014 is het muziekcentrum verbouwd onder de werknaam "Muziekpaleis". Van het oorspronkelijke complex is alleen de Grote Zaal met enkele omliggende publieksruimtes behouden. Ook de aanvullende nieuwbouw is door de oorspronkelijke architect Herman Hertzberger gecoördineerd. Zijn bureau Architectuurstudio HH ontwierp een nieuwe kamermuziekzaal "Hertz" met 530 zitplaatsen; andere zalen werden ontworpen door collega-bureaus. Jo Coenen ontwierp popzaal "Ronda" (capaciteit 2000), Thijs Asselbergs jazz-zaal "Cloud Nine" (capaciteit 400), en NL Architects cross-overzaal "Pandora" (capaciteit 700). Het gebouw werd opgeleverd op 11 december 2013; de officiële opening is in juni 2014 verricht.
In TivoliVredenburg gingen popcentrum Tivoli en het oude Vredenburg op in één nieuwe organisatie. Het eerste complete concertseizoen dat er werd geprogrammeerd, was het seizoen 2014-2015.

## Tijdelijke locaties
Als tijdelijke concertpodia voor de duur van de verbouwing had Vredenburg de beschikking over verschillende locaties. Zo programmeerde Vredenburg van september tot december 2007 tijdelijk in Central Studios (grote zaal) en in de Jacobikerk. Vanaf december 2007 is als alternatief voor de Grote Zaal een tijdelijk theater met 1600 zitplaatsen in gebruik geweest in het stadsdeel Leidsche Rijn, vlak langs de A2. Hier vonden symfonische concerten en popconcerten plaats in het gebouw Vredenburg Leidsche Rijn, dat ook wel de bijnaam kreeg 'de Rode Doos'. Ter vervanging van de Kleine Zaal werd gebruikgemaakt van het voormalige Leeuwenbergh Gasthuis in de binnenstad, die aan 250 toeschouwers plaats biedt.
Medio 2014 is het nieuwe Muziekpaleis, TivoliVredenburg geopend.

## Beelden in/op Muziekcentrum Vredenburg
Op het inmiddels gesloopte eerste balkon, uitkijkend over het kruispunt Vredenburg/Jacobistraat, stond tot juni 2008 het beeld de "verzekeringsengel" van Henri Scholtz, dat oorspronkelijk deel uitmaakte van het gesloopte jugendstilpand "De Utrecht". Dit pand moest plaatsmaken voor Hoog Catharijne.
In het Vredenburg staan verscheidene bustes van musici, gemaakt door verschillende beeldhouwers.
- Johann Sebastian Bach – Fioen Blaisse
- Béla Bartók – Paulus Reinhard
- Ludwig van Beethoven – Émile-Antoine Bourdelle
- Hector Berlioz – Nel van Lith
- Johannes Brahms – Gerda Rubinstein
- Anton Bruckner – Jan van Luijn
- Frédéric Chopin – Willy Blees
- Evert Cornelis – Gra Rueb
- Miles Davis – Appie Drielsma
- Claude Debussy – Rudi Rooijackers
- Joseph Haydn – Arie Teeuwisse
- Franz Liszt – Fons Bemelmans
- Felix Mendelssohn Bartholdy – Judith Pfaeltzer
- Willem Pijper – Theo van de Vathorst
- Maurice Ravel – Niko de Wit
- Peter Schat – Pieter d'Hont
- Arnold Schönberg – Fons Bemelmans
- Franz Schubert – Bertus Sondaar
- Jean Sibelius – Arthur Spronken
- Igor Stravinsky – Theresia van der Pant
- Giuseppe Verdi – Pieter de Monchy
- Johan Wagenaar – Arend Odé
- Hugo Wolf – Lennie van Vugt

## Trivia
De Utrechtse band Stairs to Nowhere brak in januari 2009 een keer in, om in de grote zaal een concert te geven. Toen videomateriaal van deze actie via het internet het gemeentebestuur bereikte, ontstond er een rel die de landelijke media haalde. Gemeente Utrecht deed aangifte tegen de band, maar trok deze aangifte later weer in.
Op het Vredenburg heeft vanaf de winter van 1980-1981 een kiosk van Herman Herzberger gestaan (of vanaf de tweede helft van 1980). In de kiosk zaten een bloemist, een vishandel en later ook een belwinkel. Tevens was het een toegang tot de ondergrondse parkeergarage Vredenburg. Ook een andere toegang tot de parkeergarage was in een gelijke bouwstijl overdekt maar zonder kiosken. In september 2013 is de kiosk gesloopt.  Ook de andere toegangen op het plein zijn rond die periode komen te vervallen.
Rond oktober 1981 kreeg het Vredenburg zes busabri's in een soortgelijke stijl. De abri's waren relatief lang en er was gebruik gemaakt van vergelijkbaar bouwmateriaal als het bij het muziekcentrum. Door het ontwerp met onder meer de grote grondpilaren en de grote bloembakken werd er (net zoals in het muziekcentrum zelf) het effect van nisjes gecreëerd (zie afbeelding). In juli 2002 zijn deze abri's afgebroken: de straat het Vredenburg met zijn bestaande busbanen was vanaf 2001 ook onderdeel geworden van een HOV-route, de Binnenstadsas, en zou rond de periode 2003-2004 voorzien worden van HOV-abri's. En in 2007 begon de sloop van het Muziekcentrum zelf.